# Алона Кімхі
Алона Кімхі (івр. אלונה קמחי, рос. Ало́на Ки́мхи) — ізраїльська акторка, письменниця (зокрема, сценаристка та авторка пісень).

## Біографія
Алона Кімхі народилася 20 червня 1963 року у Львові.
З 1972 року разом з сім'єю переїхала до Ізраїлю. Закінчила Театральну академію Бейт-Цві. Працювала моделлю, журналісткою, грала в театрі, знімалася в кіно.
Письменницьку кар'єру Алона Кімхі на початку 1993 року, до 1996 року опублікувала кілька п'єс і ряд статей. За період з 1996 року Кімхі опублікувала збірник оповідань, два романи і одну книгу для дітей.
Лауреатка премії ACUM за ннайкраще оповідання (1993), премії ACUM «Книга року» за свою першу збірку оповідань «Я, Анастасія» (1996), премії Бернстайна та французької премії WIZO (Міжнародна Жіноча Сіоністська Організація) за автобіографічний роман про маленьку дівчинку-напівкровку «Сюзанна, яка плаче» (1999), премії прем'єр-міністра Ізраїлю (2001).
Книги Алони Кімхі перекладалися російською, англійською, німецькою, французькою, італійською, китайською, польською, турецькою та ін.
Алона Кімхі дотримується лівих поглядів, негативно ставиться до політики Держави Ізраїль в стосунках з палестинцями.
Одружена зі співаком і композитором Ізхаром Ашдодом, автором слів багатьох його пісень; її кузеном є письменник Міхаель Дорфман.

## Фільмографія
Акторка:
- Shovrim (1985)
- Abba Ganuv (1987), роль: Galia Reshef
- Himmo Melech Yerushalaim (1987), роль: Hamutal
- Ko'ach Meshiha (1988)
- Rehovot Ha'Etmol (1989), роль: Student
- Abba Ganuv II (1989), роль: Galia Reshef
- Abba Ganuv III (1991), роль: Galia
- Нічні жахи (1993), роль: Sabina

Сценаристка:
- Haya O Lo Haya (2003), премія Ізраїльської кіноакадемії в номінації «Найкращий телевізійний фільм».